# Hirtodrosophila reilliana
Hirtodrosophila reilliana är en tvåvingeart som först beskrevs av Bock 1982.  Hirtodrosophila reilliana ingår i släktet Hirtodrosophila och familjen daggflugor. Inga underarter finns listade i Catalogue of Life.